# Djékanou
Djékanou es un departamento de la región de Bélier, Costa de Marfil. En mayo de 2014 tenía una población censada de 26 510 habitantes.
Se encuentra ubicado en el centro del país, a poca distancia al este de Yamusukro y del lago de Kossou.